# Sternostylus milneedwardsi
Sternostylus milneedwardsi is een tienpotigensoort uit de familie van de Sternostylidae. De wetenschappelijke naam van de soort werd voor het eerst geldig gepubliceerd in 1885 door Henderson als Ptychogaster milne-edwardsi.